# Ernst von Eynern
Ernst von Eynern (* 2. April 1838 in Barmen-Wupperfeld (heute Stadtteil von Wuppertal); † 2. November 1906 in Barmen) war ein deutscher Großkaufmann und nationalliberaler Politiker.

## Herkunft und Beruf
Eynern entstammte einer ursprünglich mit einem Sattelhof in Einern bei Barmen belehnten Familie (siehe Eynern (Adelsgeschlecht)) und war der Sohn des Indigo-Großhändlers und Politikers Friedrich von Eynern (1805–1882). Erst als Rentier wurde er am 29. August 1894 in Potsdam (Neues Palais) mit Diplom vom 23. Oktober 1894 in den preußischen Adelsstand erhoben. Eynern heiratete am 14. März 1862 in Barmen Adele Prinzen (* 2. Oktober 1842 in München-Gladbach; † 7. März 1920 in Barmen), die Tochter des Gustav Prinzen und der F. Boelling. Er war der Vater des Juristen und Politikers Hans von Eynern (1874–1957).
Eynern machte eine Kaufmannslehre in Barmen und absolvierte anschließend eine Volontärszeit in Le Havre und London. Im Jahr 1862 trat er wie sein Bruder Fritz in die väterliche Großhandlung ein und wurde 1865 Teilhaber. Ernst Eynern war dabei vor allem für die Verkaufsreisen zuständig. Nach dem Tod des Vaters 1882 arbeiteten die Brüder noch bis 1888 zusammen, um sich danach zu trennen. Eynern setzte zusammen mit seinem Sohn den Indigohandel zunächst fort. Im Jahr 1897 gab er den Indigohandel auf, kurz bevor chemische Farbstoffe, diesen Handelsbereich unrentabel machten.
Ernst Eynern war Mitglied verschiedener Aufsichtsräte von Aktiengesellschaften. Darunter waren die Bergwerksgesellschaft Hibernia und der Farbenwerke vorm. Bayer&Co. Dort war er ab 1903 Aufsichtsratsvorsitzender.
Ab 1898 war Ernst von Eynern Besitzer der von ihm so benannten Villa Rheinau in Niederdollendorf, einem heutigen Stadtteil von Königswinter.

## Vertreter von Industrieinteressen
Eynern war insbesondere in den Aufsichtsräten ein kompromissloser Vertreter der Arbeitgeberinteressen. Dies zeigte sich insbesondere deutlich während der großen Bergarbeiterstreiks von 1889 und 1905. Plänen zur Verstaatlichung des Bergbaus wandte er sich entgegen. Eynern war maßgeblich an der Bildung einer Interessengemeinschaft zwischen den Chemieunternehmen BASF und der Agfa beteiligt. Dieser Zusammenschluss war ein Vorläufer der IG Farben. Er langjähriges Mitglied des Aufsichtsrates der Deutschen Bank.

## Politiker

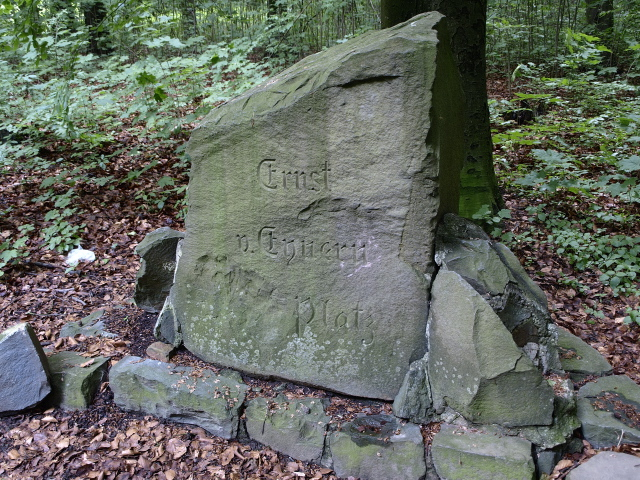
Gedenkstein mit der Aufschrift Ernst von Eynern Platz, (Barmer Anlagen), Wuppertal

Wie sein Vater war Eynern auch politisch aktiv. Ab 1875 war er Mitglied des Stadtrates von Barmen und gehörte ab 1879 dem Provinziallandtag der Rheinprovinz an. Ab 1876 war er Mitglied der nationalliberalen Partei. Für diese saß Eynern ab 1879 im Preußischen Abgeordnetenhaus.
Eynern war ein führendes Mitglied seiner Fraktion. Bereits 1879 wurde er deren Schriftführer und ab 1886 war er Fraktionsgeschäftsführer. Ab 1892 war er Mitglied im Fraktionsvorstand.
Im Parlament trat er als entschiedener Gegner der linksliberalen Fortschrittspartei, der SPD, des Zentrums und des Ultramontanismus' auf. Gegen das Zentrum plädierte er für eine Fortführung des Kulturkampfes. Inhaltlich konzentrierte sich Eynern auf Steuerfragen und auf die Verkehrspolitik. Er trat dabei nicht zuletzt als Interessenvertreter der Industrie auf. Unter anderem gelang es ihm den Ausbau des Eisenbahnwesens gerade auch in seinem Wahlkreis durchzusetzen. Eine politische Rolle spielte er auch bei dem Bau etwa des Dortmund-Ems-Kanals oder des Mittellandkanals. Als Vorsitzender der Kanalkommission war er ein politischer Gegner der konservativen Kanalrebellen.
Darüber hinaus war Eynern Mitbegründer und Vorstandsmitglied des Alldeutschen Verbandes. Allerdings war er auch Mitglied im Verein zur Abwehr des Antisemitismus.

## Werke
- Wider die Socialdemokratie und Verwandtes. Otto Wigand, Leipzig 1874. MDZ Reader
- Die Neuconservativen im Westen und die „Rheinisch-Westfälische Post“. 2. Auflage. Elberfeld 1876.
- Geschichte des Sattelhofes „Eynern“ und der Familie von Eynern . Bagel, Düsseldorf 1885 (Als Ms gedruckt)
- Zur Reform der direkten Steuern in Preußen. Gegen die Selbstdeklaration. Wiemann, Barmen 1889. Digitale Sammlungen der Staatsbibliothek zu Berlin
- Kritische Betrachtungen zur Reform der Kommunalsteuern. Sam. Lucas, Elberfeld 1892 Digitale Sammlungen der Staatsbibliothek zu Berlin
- Einige Berechnungen zur Steuerform. Sam. Lucas, Elberfeld 1892 Digitale Sammlungen der Staatsbibliothek zu Berlin
- Friedrich von Eynern. Ein bergisches Lebensbild zugleich ein Beitrag zur Geschichte der Stadt Barmen. Baedekersche Buchdruckerei, Elberfeld 1901.
- Zwanzig Jahre Kanalkämpfe. Ein Beitrag zur Geschichte des deutschen Parteiwesens. Nach den Verhandlungen des preussischen Landtags in den Jahren 1882 bis 1901. Deutscher Verlag, Berlin 1901.
- Erinnerungen aus seinem Leben, mitgeteilt von seinem Sohne Max von Eynern. Selbstverlag, o. O. 1909.